# Contea di Ventimiglia
La Contea di Ventimiglia fu uno stato feudale dipendente dal Regnum Italicorum e dal Sacro Romano Impero, esistito in Liguria nel Medioevo.

## Territorio
Il territorio della Contea di Ventimiglia comprendeva molti odierni comuni liguri ricadenti nella provincia di Imperia, ed anche alcuni comuni piemontesi della provincia di Cuneo e quelli francesi delle Alpi Marittime. 
Oltre a Ventimiglia, che del contado era il capoluogo essa comprendeva: Apricale, Arma, Badalucco, Bajardo, Belvedere, Breglio, Briga, Bussana, Campomarzio, Carpasio, Castellaro, Castiglione, Cipressa, Ceriana, Dho, Dolceacqua, Garessio, Gorbio, Limone Piemonte, Mendatica, La Menour (Molinetto in alta Valle Bevera), Monaco, Montalto, Montegrosso Pian Latte, Pietralata, Perinaldo, Pigna, Pornassio, Porto Maurizio, Prelà, Rezzo, Roccabruna, San Remo, Sant'Agnese, Santa Margherita di Peveragno, Saorgio, Seborga, Sospello, Taggia, Tenda, Terzorio, Triora, Venanzone, Villatalla e Vernante.

Gli interessi dei conti si spingevano anche in Provenza, dove detennero 1/6 della castellania di Nizza e diversi castelli nell'Alto Paese Nizzardo, nel bacino idrografico della Vésubie e affluenti. Poi, Guglielmo II di Ventimiglia, aveva sposato Guillemette de Castellane, figlia di Bonifacio IV de Castellane, e aveva lasciato in dote al figlio Bonifacio e al nipote Oberto II - che furono definiti conti di Bussana nei Libri Iurium genovesi - cugini dei potenti baroni provenzali de Castellane, le signorie provenzali di Clermont, Opio, Chateauneuf e La Gard. Inoltre, la madre di Bonifacio di Ventimiglia era una de Fos, altro casato di proceres provenzali, consignore di Aix e padrone delle ricche saline di Hyères, passate nel 1259 sotto il controllo dell'arcigna amministrazione angioina. In sostanza Bonifacio – sposato a Giulietta de Advocatis, di un lignaggio leader della fazione guelfa genovese - fu al centro di rilevanti relazioni e interessi economici familiari che partendo da Genova e passando per il Piemonte - dove strinse alleanza con il Comune di Asti - raggiungevano la Provenza orientale.

## Storia
Incerta è la data precisa della fondazione della Contea di Ventimiglia, che alcuni collocano in epoca non anteriore all'VIII secolo. Da un documento di papa Giovanni VIII, il marchese Adalberto I di Toscana nell'879 risulta essere feudatario di alcune contee in Provenza, fra le quali si presumeva nella storiografia ottocentesca, anche quella di Ventimiglia, ereditata dal padre Bonifacio, che nell'814 ne avrebbe ottenuto investitura dall'imperatore Ludovico il Pio.
Nell'889, pirati saraceni posero un loro insediamento stabile al Frassineto, nei pressi dell'odierna Saint-Tropez, base per le loro scorrerie su tutto il litorale ed una costante penetrazione nelle valli delle Alpi Occidentali, oltre Susa. Tra il 973 e il 983, la Provenza orientale e la Liguria occidentale furono liberate dalla presenza dei Saraceni di Frassineto. In questo lembo della Provenza si affermò così il regime feudale della Contea di Provenza e in Liguria la Contea di Ventimiglia, soggetta alla Marca di Susa, alla quale venne assegnata nel 950.
Intorno all'anno 1002, il marchese Arduino d'Ivrea avrebbe assegnato la Contea di Ventimiglia ad un Oddone della dinastia degli Aleramici, assieme alle signorie di Briga, Saorgio e Tenda. Gli succedettero i figli Ottone († 1077) e Corrado († 1082), entrambi conti di Ventimiglia, come risulta da un documento del 1041 conservato nell'Abbazia di Lerino, i quali però sono detti figli di un Corrado. La Contea si estendeva continuativamente dalle valli dei torrenti Tinea, Vesubia e Lantosca - cioè nel bacino orografico sinistro del fiume Varo in Provenza, nel nord del comitato di Nizza - sino alle valli Arroscia e del Maro a nord di Albenga, a nord comprendeva il distretto alpino di Tenda, a cavallo delle attuali Alpi Marittime e Alpi Liguri. Intorno al 1100 la stessa castellania di Nizza fu posta sotto il dominio dei dinasti di Ventimiglia, imparentatisi con i locali castellani.
L'attuale storiografia, più cauta dovendo far i conti con un metodo critico aggiornato, non pone oltre il X secolo la nascita della contea:
(M. Ascheri, I conti di Ventimiglia e le origini del comune di Ventimiglia)
Recentemente sono stati individuati alcuni indizi che porrebbero Corrado e Ottone come figli di Corrado d'Ivrea, marchese d'Ivrea anscarico, genero di Arduino il Glabro. Naturalmente, essendo vissuti Corrado e Ottone intorno al 1000, non sarebbero gli stessi citati dal 1041 in poi, ma apparterrebbero alla precedente generazione. Uno sarebbe lo stesso conte Corrado figlio di Corrado citato nel 1039, e già scomparso nel 1041, l'altro è Ottone, avvocato imperiale, della dinastia anscarica, figlio anch'esso di Corrado, ma che gli storici accademici hanno già individuato come figlio del marchese d'Ivrea per gli interessi fondiari che dimostra nei territori eporediesi e perché porta il titolo di "dux" nell'anno 998, titolo che richiama l'ufficio del padre, Cono o Corrado, da poco scomparso come duca di Spoleto, ma la questione rimane aperta.
Nel 1146 i signori di Ventimiglia, e il neonato comune di Ventimiglia, furono costretti militarmente ad accettare la superiore signoria feudale del Comune di Genova, mantenendo però quasi intatto il proprio potere politico - su delega genovese - sino a metà del XIII secolo. I rapporti tra il Comune di Ventimiglia e i conti furono alterni, e comunque non sempre conflittuali. Nel 1185 il Conte Otto III dichiarò la propria disponibilità a giurare la 'compagna' del comune ventimigliese, mentre i suoi nipoti Guglielmo II, nel 1222, e Manuele I, nel 1242, furono eletti ai vertici stessi del Comune di Ventimiglia; il primo come podestà, il secondo come capitano degli uomini di Ventimiglia.
Fra il 1249 e il 1258, a seguito di turbinose e alterne vicende belliche, la città e il relativo distretto di Ventimiglia passarono sotto il diretto dominio di Genova. La destrutturazione e frammentazione del comitato proseguì nel 1258, quando i Conti di Ventimiglia cedettero i propri diritti sulla zona occidentale del comitato al conte di Provenza, Carlo I d'Angiò. I dinasti ventimigliani continuarono a denominarsi Conti di Ventimiglia, ma la contea si ridusse ai distretti di Tenda, Briga, Castellaro, Saorgio, Breglio, Pigna, Rocchetta Nervina, Prelà, Gorbio, Castiglione, Limone Piemonte, Vernante, e, sul mare, Roccabruna, Sant'Agnese e Bussana, oltre a gran parte di val Lantosca.

## Successione dei conti di Ventimiglia[9]
| Nome                                | Da            | A               | Note |
| Corrado I                           | 1039          | 1041?           | figlio del conte Corrado, marito di Adelaide |
| Otto I                              | 1041          | 1078?           | figlio di Corrado I, sposo di Donella figlia del marchese Alberto (di Savona?) |
| Corrado II                          | 1041          | 1078?           | figlio di Corrado I, marito di Armellina |
| Corrado III                         | 1082          |                 | figlio di Corrado II, sposa Odila, figlia di Laugerio Rostagno visconte di Nizza, con la dote di 1/6 della relativa castellania; fratello di Corrado III può essere il conte Istofredo Spedaldo, ricordato nel 1079 |
| Otto II                             | 1082          |                 | probabilmente figlio di Otto I; cugino di Guglielmo, Oberto, Giovanni e Mauro - figli di Corrado II -. Guglielmo sposa Tiburga di Rambaldo, visconte di Nizza |
| Guglielmo Berengario                | 1110?         | 1159?           | figlio di Guglielmo e Tiburga di Nizza; fratello del conte Ponzio; con il cugino Rostagno di Rambaldo, dei visconti nizzardi, nel 1144, dona il Camars (Campus Martius) di Nizza al locale vescovado; dal suo testamento del 7 maggio 1159 apprendiamo che è figlio di Guglielmo e nipote del conte Corrado II. Secondo la genealogia del Cais di Pierlas fu stipite dei Balbo di Glandèves. |
| Alfonso                             | 1110          | 1125            | probabilmente figlio di Otto II, signore di territori tra Arma di Taggia e Finale Ligure, dal giogo alpino al mare (marca di Albenga) |
| Oberto I                            | 1102          | 1157?           | prob. figlio di Otto II |
| Guido Guerra                        | 1146          | 1167?           | figlio di Oberto I, marito di Ferraria (di Albisola?); i figli di Guido Guerra, Corrado (già defunto nel 1185), Oberto Gualdo e Giacomina, sono esclusi dalla successione |
| Otto III                            | 1146          | 1200?           | figlio di Oberto I |
| Guglielmo I                         | 1192          | 1215?           | figlio di Otto II |
| Enrico I                            | 1185          | 1227?           | figlio di Otto II, capostipite dei Ventimiglia del Maro |
| Guglielmo II "de Sevenco"           | 1217          | 1257?           | figlio di Guglielmo I, podestà del Comune di Ventimiglia nel 1222, fratello di Oberto, conte di Badalucco (1220-1256, con Bussana, Montalto, Arma di Taggia, Castel San Giorgio, Campo Marzio, Dho/Castelvittorio, Triora, Andagna, Baiardo, Molini di Triora, Prelà, Rezzo, Carpasio, Mendatica ecc.) |
| Manuele I                           | 1217          | 1253?           | figlio di Guglielmo I, capitano del Comune di Ventimiglia nel 1242, capostipite della linea dei Ventimiglia di Marsiglia |
| Guglielmino o Guglielmo III         | 1225          | 1259            | figlio di Guglielmo II, fratello di Guglielmo Pietro I, Pietro Balbo I, Raimondo Rostagno e Otto Sevenco; a nome proprio e dei fratelli, il 19 gennaio 1258, cede a Carlo I d'Angiò, conte-marchese di Provenza, i diritti aviti sul comitato di Ventimiglia, in particolare i castelli di Sant'Agnese, Gorbio, Tenda, Briga, Castellar e Castiglione, metà dei castelli di La Menour e Quous, la val Lantosca, i beni di Roccabruna, Monaco, Sanremo e Ceriana, in cambio di mille lire tornesi e dell'eredità del defunto Giovanni Balbo di Glandèves (appartenente, forse, al lignaggio dell'antenato Guglielmo Berengario conte di Ventimiglia). Guglielmino mantiene comunque il possesso dei castelli di Gorbio, Castellar e Sant'Agnese, e darà vita alle linee successorie dei Ventimiglia Lascaris di Castellar (che assumono tale cognome per successione femminile ai cugini Lascaris di Briga), di Gorbio, di Conio e di Linguadoca. |
| Guglielmo Pietro I                  | 1249          | 1283?           | figlio di Guglielmo II, capostipite dei Lascaris di Ventimiglia |
| Pietro Balbo I                      | 1249          | 1285            | figlio di Guglielmo II, condivide l'autorità sul comitato insieme al fratello e resta unico titolare nel 1283; nel 1285 è podestà del Comune di Tenda |
| Giovanni I Lascaris                 | 1271          | 1323            | figlio di Guglielmo Pietro I ed Eudossia Lascaris |
| Guglielmo Pietro II Lascaris        | 1324          | 5 luglio 1369   | figlio di Giovanni I, ciambellano del Regno di Sicilia/Napoli nel 1326, al 24 settembre 1343 risale la prima attestazione del titolo "comitem de Tenda", attribuito al conte di Ventimiglia dai giudici apostolici di Avignone. Nel trattato firmato con il re Luigi di Taranto, il 14 dicembre 1352, Guglielmo Pietro II ottiene formale riconoscimento angioino anche della sua signoria in Valle Lantosca: ossia i castelli e diritti di San Martino, Venanson, Roccabigliera e Belvedere. In una lettera patente, scritta da Parigi probabilmente nel 1326, risulta in possesso della signoria del Maro, con Candeasco e Prelà, di cui concede il governatorato e la capitania a Filippo e Pietro Rubbini da Venezia, suoi cugini. |
| Pietro Balbo II Lascaris            | 1369          | 1411?           | figlio di Guglielmo Pietro II, fratello di Guglielmo Pietro III - vicario regio di Marsiglia nel 1402 e 1404 - e di Luigi capostipite dei Lascaris di Briga e Chateauneuf. Maria di Blois, regina di Napoli e Sicilia, il 20 giugno 1385 concede a Pietro Balbo i feudi di Roure e Figette (Puget-Figette) nella diocesi di Glandèves. |
| Antonio Lascaris                    | 1402          | 1440            | figlio di Pietro Balbo II, fratello di Tommaso, Luchino, Marco, Giovanni ed Emanuele. |
| Onorato I Lascaris 'il Grande'      | 1439          | 5 febbraio 1475 | figlio di Giovanni Antonio I, il fratello Pietro, nel 1437, è infeudato di Villeneuve-Loubet e ne ricostruisce il castello. |
| Giovanni Antonio II Lascaris        | 1460          | 13 agosto 1509  | figlio di Onorato I, sposa (24/6/1478) Isabella d'Anglure dei visconti d'Estoges. La figlia naturale Caterina sposa Eleonor Lascaris di Chateauneuf e Conio. |
| Anna Lascaris 'la Grande Maïtresse' | novembre 1487 | 10 luglio 1554  | figlia di Giovanni Antonio II, sorella di Giacomo, e Valentina (deceduti prematuramente), sposa in seconde nozze, quattordicenne, Renato di Savoia, al quale apporta, nel 1509, le contee di Ventimiglia, Tenda e Maro, nonché le signorie di Limone Piemonte, Vernante, Prelà, Mentone, Antibes, Villeneuve-Loubet, Cagnes, Lagarde, Chateau Montfort ecc. Reggente la contea, come vedova, dal 31 marzo 1525 al 19 giugno 1554, poco prima di morire. Anna fu Prima dama d'onore della cognata Luisa di Savoia, duchessa d'Alvernia e reggente di Francia, nella corte reale d'Amboise, e ne ospitò il figlio Francesco I di Francia, nella sua sfarzosa corte di Villeneuve-Loubet, insieme con Carlo V e Paolo III, per le trattative della Tregua di Nizza, nel 1538. |